# Sphecodes eugnathus
Sphecodes eugnathus är en biart som beskrevs av Blüthgen 1928. Sphecodes eugnathus ingår i släktet blodbin, och familjen vägbin. Inga underarter finns listade i Catalogue of Life.